# Łukasz Rogiński

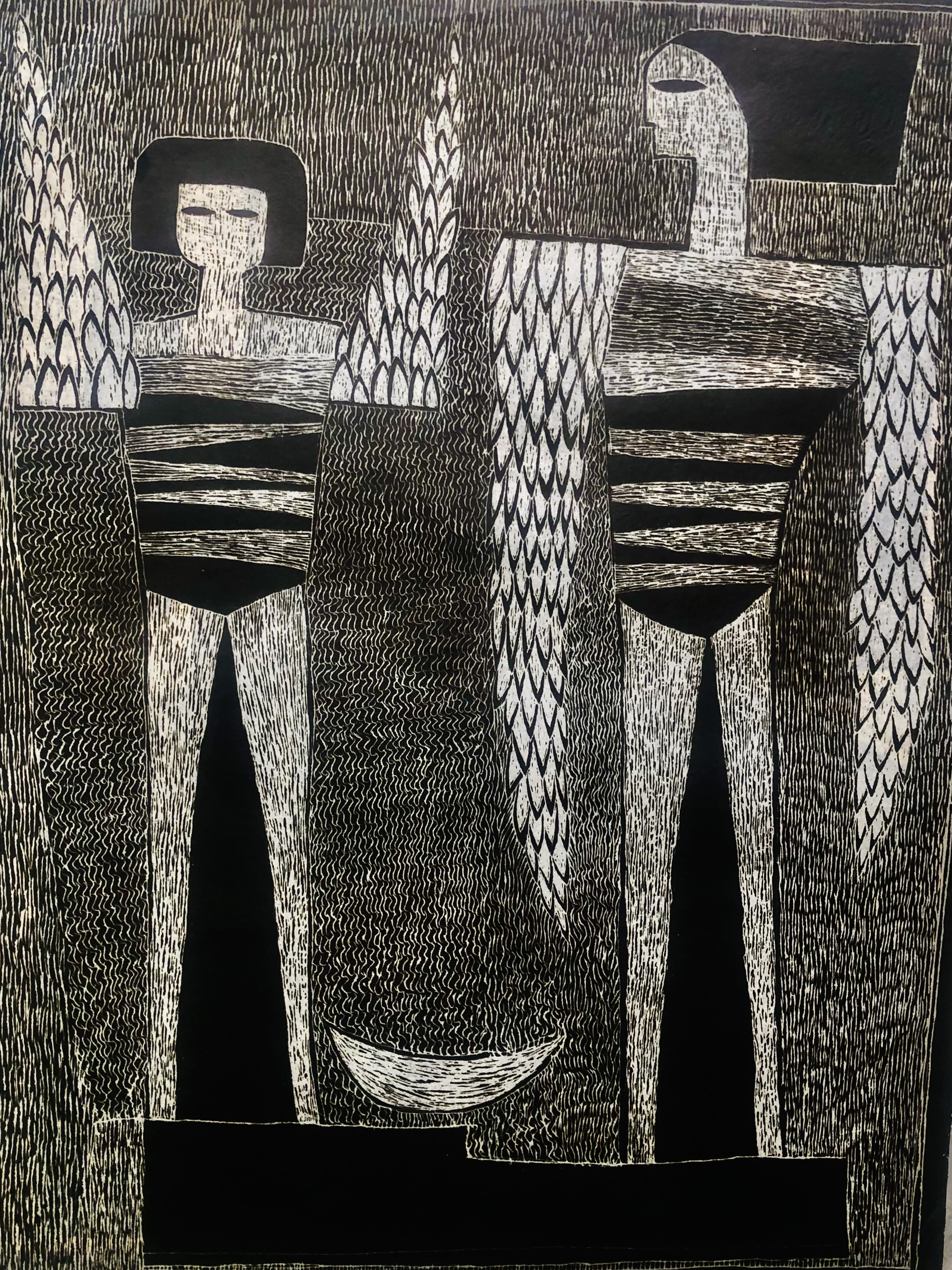
Dedal i Ikar, grafika, 1963

Łukasz Rogiński (ur. 27 lutego 1936 w Wilnie) – polski malarz, grafik i ceramik.

## Życiorys
Urodził się w Wilnie, w rodzinie artystów Bolesława (1907–1990) i Władysławy z domu Żukowskiej (1908–1992). Brat Małgorzaty po mężu Niemczyk (1943–2023) i Justyny (ur. 1951). Jego wujkiem był grafik Stanisław Żukowski. Od 1945 mieszkał z rodziną w Gdańsku. Ukończył Szkołę Podstawową nr 18, w 1954 zdał maturę w II Liceum Ogólnokształcącym. Po maturze był junakiem w Powszechnej Organizacji „Służba Polsce”. Studia artystyczne odbył w Państwowej Wyższej Szkole Sztuk Plastycznych w Gdańsku w latach 1954–1960. Dyplom uzyskał w pracowni malarstwa prof. Piotra Potworowskiego w 1960. Swoją drogę twórczą w dziedzinie grafiki rozpoczął jeszcze będąc studentem w pracowni prof. Juliusza Studnickiego i następnie u prof. Zygmunta Karolaka. W latach 1962–1965 był nauczycielem rysunku i malarstwa w Studium Nauczycielskim w Ełku, w 1965–1966 - nauczycielem rysunku w szkole wikliniarstwa w Kwidzynie. Od 1965 do 1969 był asystentem w Pracowni Rysunku i Malarstwa w PWSSP w Gdańsku.

## Twórczość artystyczna
Rogiński jest autorem m.in. dekoracyjnego sgraffito na elewacjach gdańskich kamienic Wydawnictwa Morskiego przy ul. Szerokiej (1969) oraz sgraffito na elewacjach kamienicy przy ul. Grobla.
Jego dziełem (projekt i realizacja) jest monumentalna fontanna przy Skwerze Kościuszki w Gdyni (1974) tzw. „grzybki”.
W 1989 założył Warsztat Artystyczny, zajmujący się produkcją wyrobów ceramicznych, cegły i płytek historycznych dla potrzeb konserwacji i rekonstrukcji obiektów zabytkowych. Uczestniczył m.in. w pracach konserwatorskich murów podzamcza zamku w Gniewie (2003) i przy rewitalizacji murów i baszt zamku w Poznaniu (2008).

## Odznaczenia
- Srebrny Krzyż Zasługi (1977)
- Srebrny Medal „Za zasługi dla obronności kraju” (1985)
- Brązowy Medal „Za zasługi dla obronności kraju” (1980)
- Odznaka honorowa „Zasłużonym Ziemi Gdańskiej” (1977)
- Odznaka honorowa „Za Zasługi dla Gdańska” (1977)
- Brązowa odznaka „Zasłużony Działacz LOK” (1976)

Źródło:.

## Nagrody
- I nagroda ZPAP za pracę „Dedal” oraz II nagroda za „Dedal i Ikar” w ogólnopolskim konkursie na grafikę lotniczą „Od Ikara do Kosmosu” w Malborku (1963)[7]
- III nagroda w II Ogólnopolskim Konkursie na Grafikę Marynistyczną w Malborku (1963)[8]
- Nagroda przewodniczącego WRN w Gdańsku za działalność  artystyczną w (1964)
- Nagroda przewodniczącego WRN w Gdańsku za działalność artystyczną  Gdańsk (1967)
- III nagroda w konkursie „Grafika Kwartału” w Gdańsku (1970)
- III nagroda w konkursie „Grafika Kwartału” w Bydgoszczy (1970)
- III nagroda w konkursie „Grafika Kwartału” w Bydgoszczy (1971)
- III nagroda w konkursie „Grafika Kwartału” w Szczecinie (1971)
- Nagroda w konkursie na Grafikę w Łodzi (1972)
- II nagroda w konkursie „Kopernik i jego myśl” we Fromborku (1972)
- III nagroda w konkursie „Grafika Kwartału” w Gdańsku (1972)
- nagroda miasta Turku za udział w II Polsko-Fińskim Konkursie Grafiki Marynistycznej (1977)
- Nagroda Miasta Gdańska w Dziedzinie Kultury „Splendor Gedanensis” (1978)[9]
- Nagroda Prezydenta Gdańska na I Gdańskim Przeglądzie Prac „Papier 1986” (1986)
- III nagroda w Ogólnopolskim Konkursie Grafiki Marynistycznej w Gdańsku (1987)
- Nagroda Gdańskiego Towarzystwa Przyjaciół Sztuki na III Gdańskim Przeglądzie Prac „Papier 1987” (1987)
- Nagroda Artystyczna Gdańskiego Towarzystwa Przyjaciół Sztuki (1989)[2]
- Nagroda Prezydenta Miasta Gdańska w Dziedzinie Kultury z okazji jubileuszu 70-lecia działalności twórczej (2023)[10]

Źródło:.